# Lincoln Plantation
Lincoln Plantation,  auch Lincoln's Big Wood Plantation, ist eine Plantation im Oxford County des Bundesstaates Maine in den Vereinigten Staaten. Im Jahr 2010 lebten dort 41 Einwohner in 112 Haushalten auf einer Fläche von 95,4 km².

## Geographie
Nach dem United States Census Bureau hat Lincoln Plantation eine Gesamtfläche von 95,4 km², von der 84,1 km² Land sind und 11,3 km² aus Gewässern bestehen.

### Geographische Lage
Lincoln Plantation liegt im Nordwesten des Oxford Countys und grenzt an das Coös County in New Hampshire. Aus nördlicher Richtung ragt der Aziscohos Lake auf das Gebiet der Plantation. Sein Abfluss ist der Bear Brook, der das Gebiet in südlicher Richtung verlässt. Die Oberfläche des Gebietes ist hügelig, die höchste Erhebung ist der 971 m hohe Low Aziscohos Mountain.

### Nachbargemeinden
Alle Entfernungen sind als Luftlinien zwischen den offiziellen Koordinaten der Orte aus der Volkszählung 2010 angegeben.
- Norden und Osten: North Oxford, Unorganized Territory, 5,6 km
- Süden: Magalloway, 14,2 km
- Westen: Second College grant, Coös County, New Hampshire, 11,6 km

### Stadtgliederung
In Lincoln Plantation gibt es mit Wilsons Mills nur ein Siedlungsgebiet.

## Geschichte
Zunächst wurde das Gebiet Township No. 5, Second Range West of Bingham's Kennebec Purchase (T5 R2 WBKP) genannt und im Jahr 1875 organisiert. Die Besiedlung startete bereits 50 Jahre zuvor.
Die Organisation wurde 1891 und 1895 bestätigt.

### Einwohnerentwicklung
| Volkszählungsergebnisse – Lincoln Plantation, Maine | Volkszählungsergebnisse – Lincoln Plantation, Maine | Volkszählungsergebnisse – Lincoln Plantation, Maine | Volkszählungsergebnisse – Lincoln Plantation, Maine | Volkszählungsergebnisse – Lincoln Plantation, Maine | Volkszählungsergebnisse – Lincoln Plantation, Maine | Volkszählungsergebnisse – Lincoln Plantation, Maine | Volkszählungsergebnisse – Lincoln Plantation, Maine | Volkszählungsergebnisse – Lincoln Plantation, Maine | Volkszählungsergebnisse – Lincoln Plantation, Maine | Volkszählungsergebnisse – Lincoln Plantation, Maine |
| Jahr                                                | 1900                                                | 1910                                                | 1920                                                | 1930                                                | 1940                                                | 1950                                                | 1960                                                | 1970                                                | 1980                                                | 1990                                                |
| --------------------------------------------------- | --------------------------------------------------- | --------------------------------------------------- | --------------------------------------------------- | --------------------------------------------------- | --------------------------------------------------- | --------------------------------------------------- | --------------------------------------------------- | --------------------------------------------------- | --------------------------------------------------- | --------------------------------------------------- |
| Einwohner                                           | 73                                                  | 307                                                 | 80                                                  | 90                                                  | 89                                                  | 71                                                  | 99                                                  | 60                                                  | 50                                                  | 38                                                  |
| Jahr                                                | 2000                                                | 2010                                                | 2020                                                | 2030                                                | 2040                                                | 2050                                                | 2060                                                | 2070                                                | 2080                                                | 2090                                                |
| Einwohner                                           | 46                                                  | 45                                                  | 41                                                  |                                                     |                                                     |                                                     |                                                     |                                                     |                                                     |                                                     |

## Wirtschaft und Infrastruktur

### Verkehr
Durch den südlichen Teil der Plantation zieht sich in westöstlicher Richtung die Maine State Route 16.

### Öffentliche Einrichtungen
Es gibt auf dem Gebiet der Lincoln Plantation außer dem Postamt keine weiteren infrastrukturellen Einrichtungen. Die nächstgelegene Town mit entsprechenden Einrichtungen ist Errol in New Hampshire.

### Bildung
Für die Schulbildung ist das Lincoln Plt School Department zuständig.